# John Mudge
John Mudge, angleški zdravnik in ljubiteljski astronom, * 1721, † 26. marec 1793.
Mudge je leta 1777 prejel Copleyjevo medaljo za raziskavo o zrcalnih daljnogledih.
1. ↑  Lundy D. R. The Peerage
2. ↑  SNAC — 2010.